# Mesembrius longipenitus
Mesembrius longipenitus är en tvåvingeart som beskrevs av Li 1996. Mesembrius longipenitus ingår i släktet Mesembrius och familjen blomflugor. Inga underarter finns listade i Catalogue of Life.